# Ligne du Champsaur
Le Ligne du Champsaur est une ligne de chemin de fer située dans les Alpes françaises qui devait relier  Gap (Hautes-Alpes) à La Mure (via Corps) en passant par le Champsaur le long de la vallée du Drac. Elle aurait ainsi permis de relier Gap à Grenoble via la ligne de Saint-Georges-de-Commiers à la Mure. Sa construction débute en 1912 mais les travaux sont suspendus en 1928 puis le projet est définitivement abandonné en 1941 pour des raisons économiques. Alors que la majeure partie de la plate-forme et des ouvrages d'arts sont achevés, la voie n'a jamais été posée et aucun train n'a circulé.

## Histoire

### Origine
Dès le milieu du XIXe siècle, le principe d'une liaison ferroviaire entre Grenoble et Gap était acquis : Grenoble allait être relié à Lyon (ce fut fait en 1858), et Gap à Marseille (liaison achevée seulement en 1875). La jonction entre ces deux lignes s'imposait, et l'itinéraire semblait évident : la vallée du Drac était le trajet le plus court, et desservait notamment le bassin minier de la Matheysine. 
La population, les forces économiques et les édiles du Gapençais et des vallées voisines, dont le Champsaur, exprimèrent de multiples manières au cours des années 1860 « le caractère essentiel d'utilité générale » d'une telle liaison, seule susceptible à leurs yeux de mettre en valeur les richesses agricoles et minières des vallées qu'elle desservirait. 
En 1879, Jules Verne, dans sa Géographie illustrée de la France, écrivait : « Gap est appelé à devenir le centre de trois embranchements importants : l'un venant de Lyon par Grenoble et la vallée du Drac, le second descendant la Durance et se dirigeant par Sisteron vers Avignon, le troisième remontant vers Briançon par la vallée supérieure de la Durance ».
Encore fallait-il décider les pouvoirs publics sans qui une opération de cette importance était inconcevable. Dès 1854 existait un projet de ligne « d'intérêt stratégique » franchissant par un tunnel le col de Manse pour relier le plus directement possible Grenoble à Briançon.... en évitant Gap. 
Vingt ans plus tard le PLM choisissait un tracé par le Trièves et le col de la Croix-Haute, pour rejoindre directement la ligne de la Durance à Veynes, et créer un axe Lyon - Marseille susceptible d'alléger la « ligne impériale » de la vallée du Rhône. Il finit par accepter, en 1892, un embranchement à la Freissinouse sur sa ligne de Gap à Veynes, ce que les Gapençais refusèrent avec indignation. 

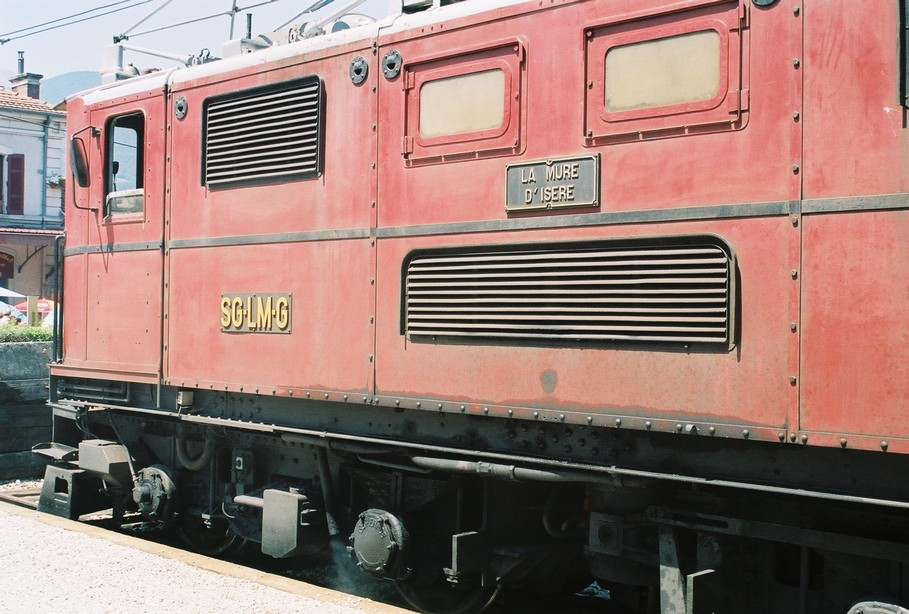
Une motrice prévue pour le "SG-LM-G", en service actuellement sur le SG-LM

En 1888 est inaugurée une ligne de Saint-Georges-de-Commiers à la Mure (SG-LM), en correspondance à Saint-Georges avec la ligne PLM de Grenoble à Veynes. Huit ans plus tard, I. Wilhelm, ingénieur des ponts et chaussées à Gap, établit un projet reliant Gap à la Mure par une ligne à voie métrique avec des rampes allant jusqu'à 60 mm/m, qui pourrait être parcourue par des trains en traction électrique, solution hardie pour l'époque. 
Le PLM ayant de nouveau décliné la proposition, l'État, propriétaire du SG-LM, proposa de fusionner les deux lignes et fit appel aux investisseurs privés pour prendre en charge le futur « SG-LM-G ». En 1900 le seul pétitionnaire abandonna et en 1903 l'État reprit à sa charge la construction, en demandant l'aide des départements. Enfin le 27 avril 1906 la loi déclarant d'utilité publique le chemin de fer de Gap à la Mure par la vallée du Drac fut promulguée.

### Tracé

Ligne du Champsaur à la sortie de Gap

La gare de Gap, tête de ligne, devait être contiguë à celle du PLM. De là la ligne montait vers le nord à travers le quartier de Bonneval, effectuait une large boucle à Varsie, et se dirigeait vers le nord-est. Elle traversait le ravin du Buzon par un long viaduc, et franchissait la ligne de partage des eaux Durance / Isère au col de Manse à 1275 mètres d'altitude. De là, elle descendait en direction de la vallée, du Drac en décrivant un large S, passant près du lieudit Pont-de-Frappe où était prévue une gare desservant le haut-Champsaur. Repartant vers le nord-ouest, elle rejoignait à Brutinel la route Gap - Grenoble, qu'elle suivait ensuite sur la plus grande partie de son parcours jusqu'à Corps, et au-delà vers la Mure.
Ce schéma n'était globalement pas contesté, mais les communes traversées ou proches de la future ligne ne manquèrent pas de faire des réclamations, chacune exigeant une gare, ou au moins une halte. Saint-Bonnet en particulier n'admettait pas d'être desservi par une station située aux Barraques, sur la rive gauche du Drac, à un kilomètre du bourg (!). En mars 1909, le préfet des Hautes-Alpes dut ouvrir une enquête « sur le nombre et l'emplacement des gares, stations et haltes à établir (...) entre Gap et Saint-Bonnet ». Ces diverses contestations retardèrent encore les mises en chantier, accroissant l'impatience, la colère, et enfin la lassitude des habitants, doutant de la réalisation du projet.

### Construction
La section de la Mure à Corps fut construite sans difficulté majeure, malgré quelques ouvrages d'art importants, notamment deux viaducs sur la Bonne et sur la Roizonne. Il n'en fut pas de même de la partie champsaurine de la ligne. Les premières adjudications n'eurent lieu qu'en décembre 1911. 
Les travaux de terrassement débutèrent en juin 1912 entre Gap et Saint-Bonnet, mais furent interrompus par la guerre. Entre Corps et Saint-Bonnet, ils commencèrent en 1913, mais se poursuivirent pendant la guerre avec des prisonniers allemands réquisitionnés. Dans l'après-guerre, le renchérissement des matières premières et de la main-d'œuvre rendirent chaotique la poursuite des travaux d'infrastructure, toujours inachevés en 1928.
La construction du viaduc du Buzon fut particulièrement perturbée : à peine commencée en 1913, elle fut interrompue dès 1914 à  la demande de l'entrepreneur, qui fut remplacé en 1923 seulement. Après deux autres remplacements, le chantier cessa définitivement en 1929, l'ouvrage étant presque terminé mais non opérationnel.
En 1928, le Ministère empêche toute nouvelle mise en chantier.

### Déclassement
En 1937, en marge d'un projet de déclassement de la ligne, le Ministre déclare que "le tronçon la Mure - Gap ne présente plus d'intérêt économique". Pourtant la section de la Mure à Corps, en service depuis 1932, rencontre un succès incontestable. De Corps à Gap, les terrassements et ouvrages d'art sont presque totalement réalisés, mais il manque 38 millions de francs pour rendre la ligne opérationnelle. 
Le déclassement définitif de la section comprise entre Corps et Gap est prononcé par une loi le 30 novembre 1941,. Le « tubaïre », comme l'appelaient déjà les Champsaurins, ne verra jamais le jour.

## Archéologie ferroviaire
- Le tracé de la grande boucle de la sortie de Gap a été reprise par la route nationale pour éviter quelques lacets du lieudit « la Descente ».
- La suite de la montée jusqu'au col de Manse est abandonnée, mais praticable presque partout à pied ou en VTT. Le viaduc du Buzon, principal ouvrage d'art de la ligne, est un but de promenade classique.

- À partir de Serre-Richard (commune de Saint-Laurent-du-Cros) et jusqu'à Forest-Saint-Julien, sur environ 5 kilomètres, « la ligne » est intégrée dans un itinéraire piétonnier de découverte du pays : le « circuit du Pont-blanc ».
- La suite jusqu'à Brutinel est un simple chemin de campagne, bien conservé. Le pont sur le ruisseau de Bonne, sous Laye, est intact.
- Au pont de la Guinguette, sur la rive droite, on voit un mur qui devait supporter l'extrémité du pont du chemin de fer.
- Le grand lacet des Herbeys a été lui intégré à la route nationale.
- Entre le Motty et le lac du Sautet, la D 217 a été tracée sur un court tronçon de voie qui devait relier la ligne à une centrale électrique sur le Drac, jamais construite.
- Au-dessus du Motty, le pont en pierre à une arche par lequel la ligne franchissait le torrent de Brudour a été reconverti en passerelle pour promeneurs.

La ligne du Champsaur, de Gap à Corps
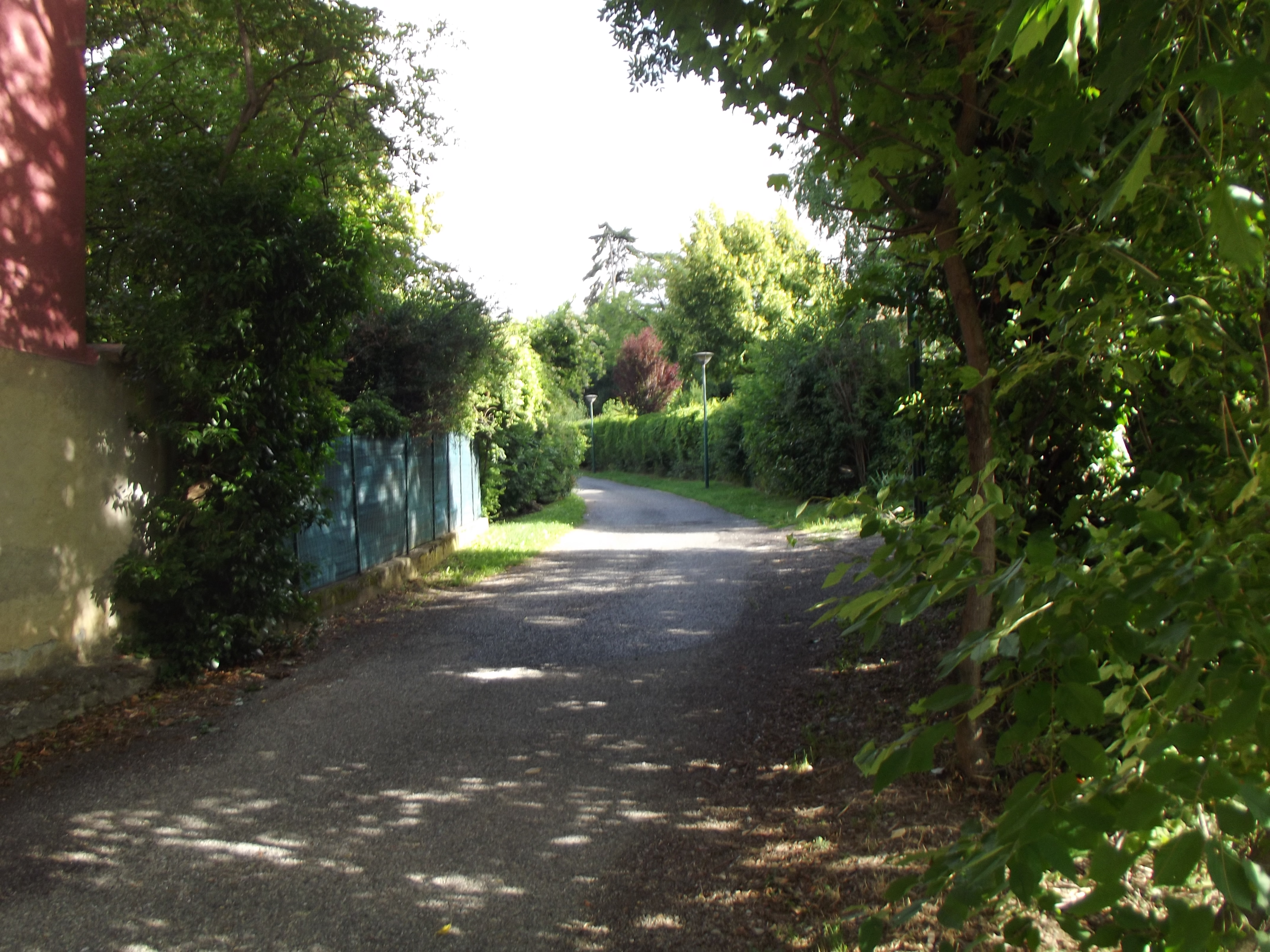
Ligne du Champsaur à 500 mètres de la gare de Gap
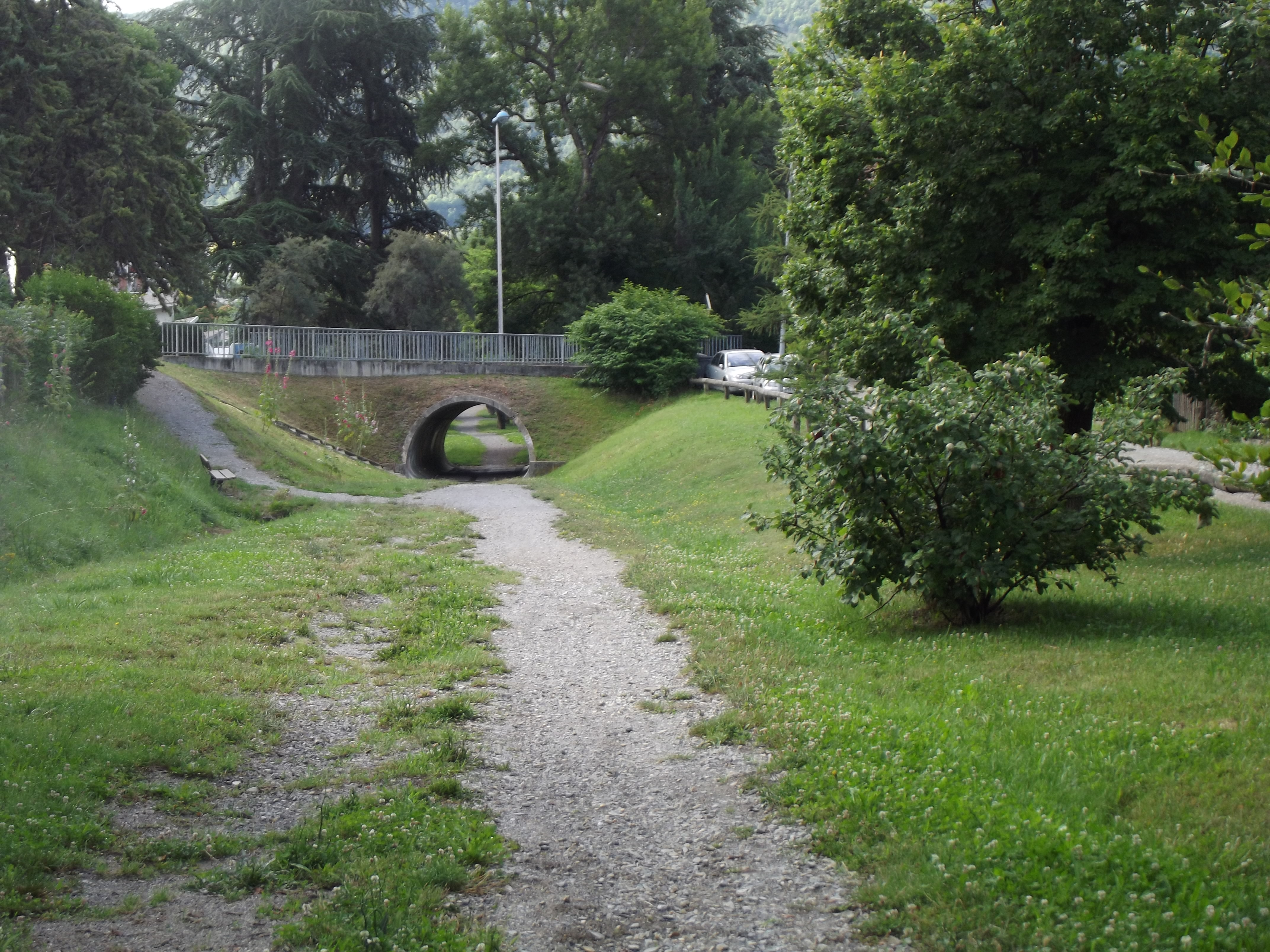
Au niveau de la rue de Villarobert
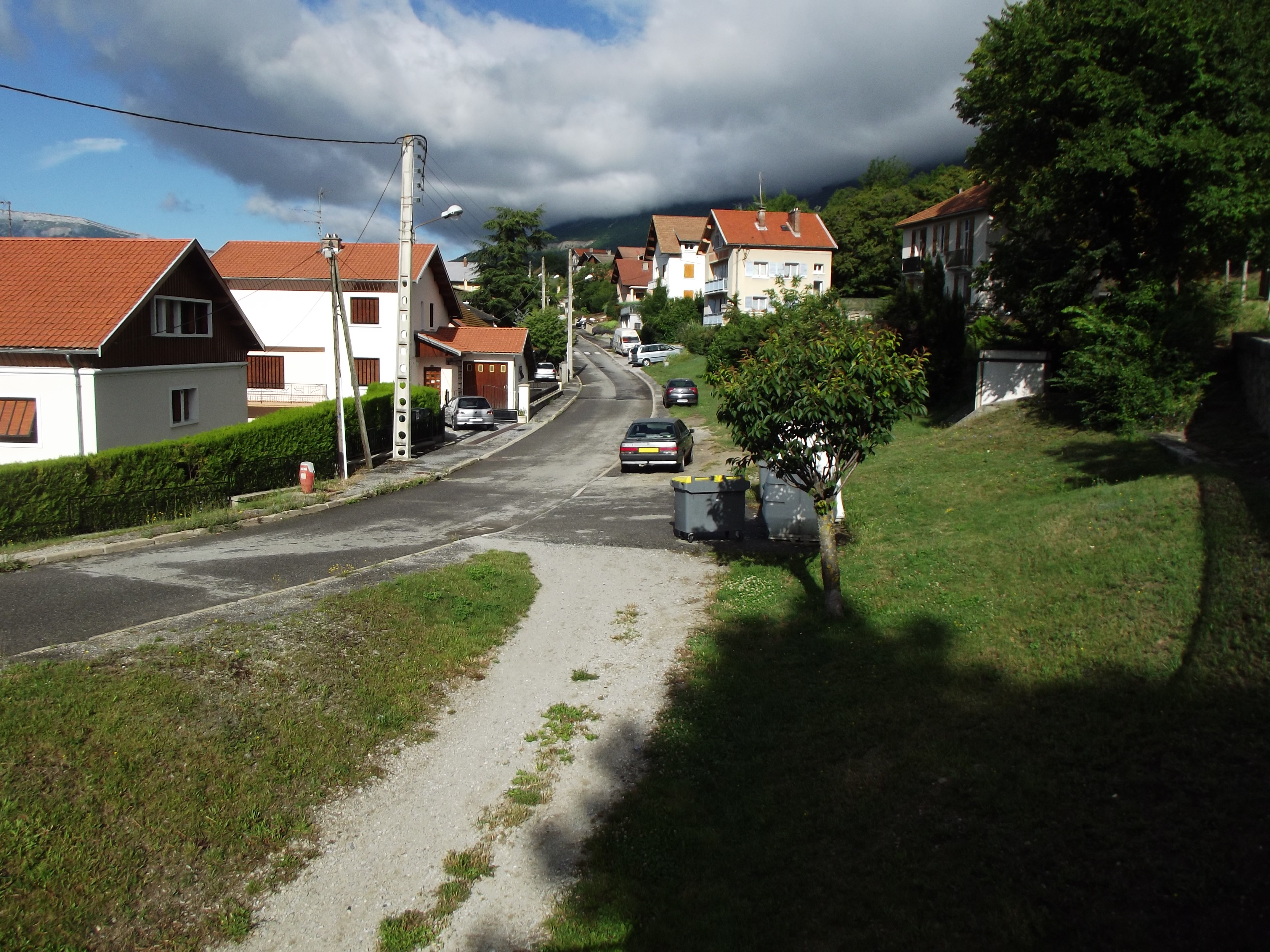
Ligne du Champsaur croisant la route du col Bayard
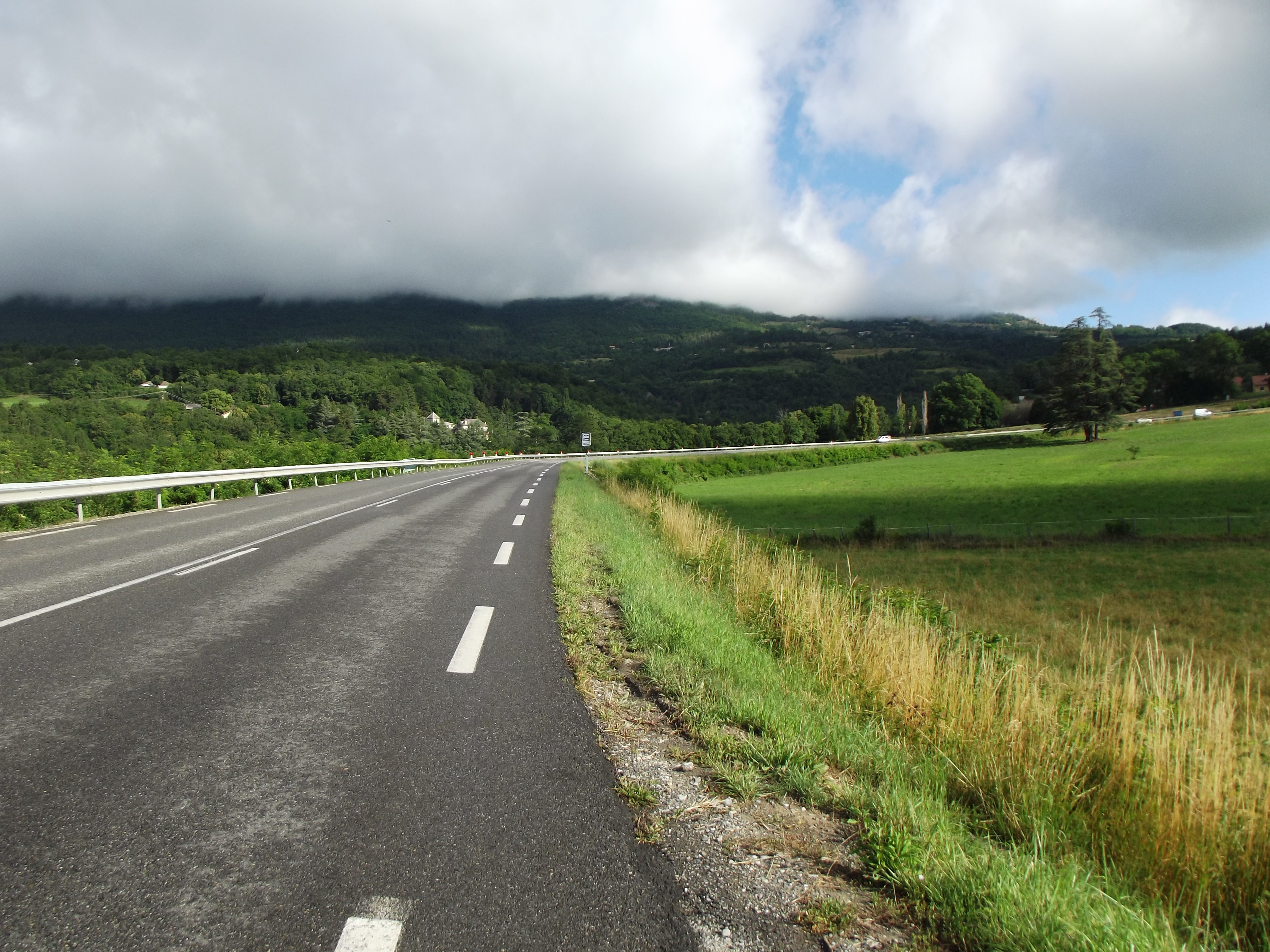
Ligne du Champsaur rejoignant la boucle de Varsie
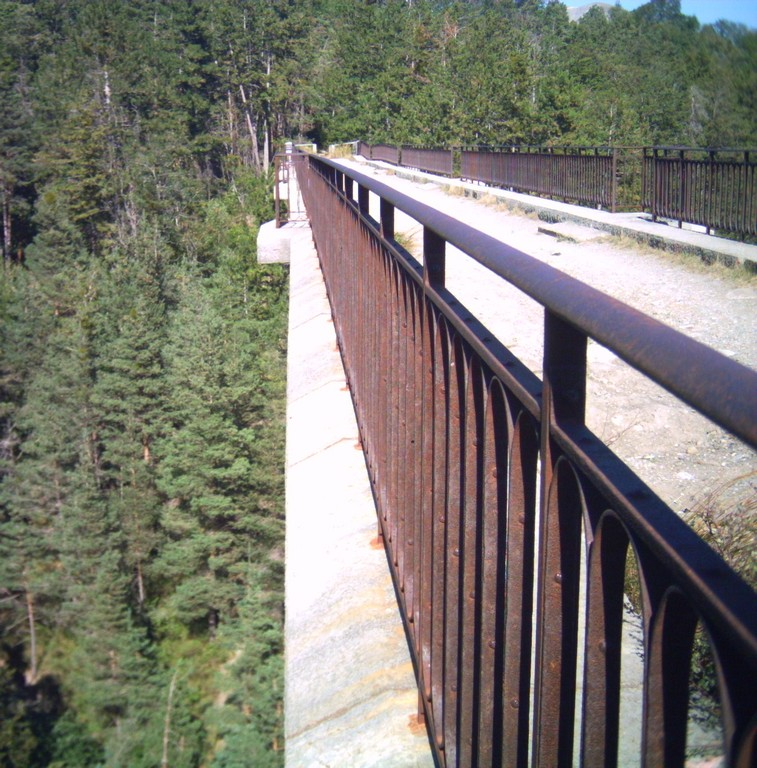
Le viaduc du Buzon (à 5 kilomètres de la gare de Gap)
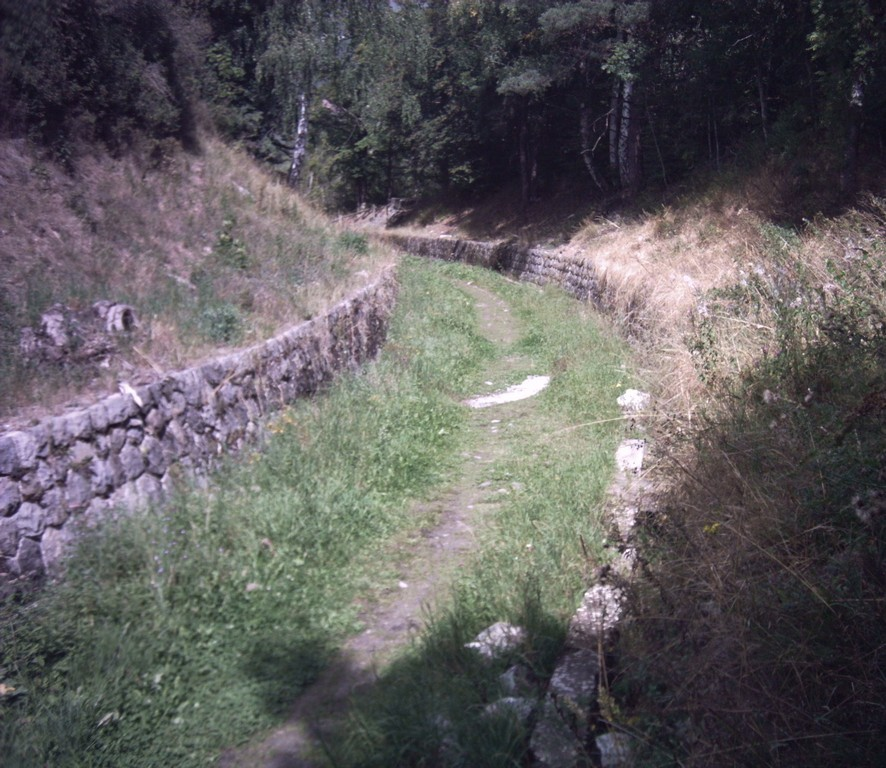
La tranchée de Pont-de-Frappe (au sud-est de Forest-Saint-Julien)
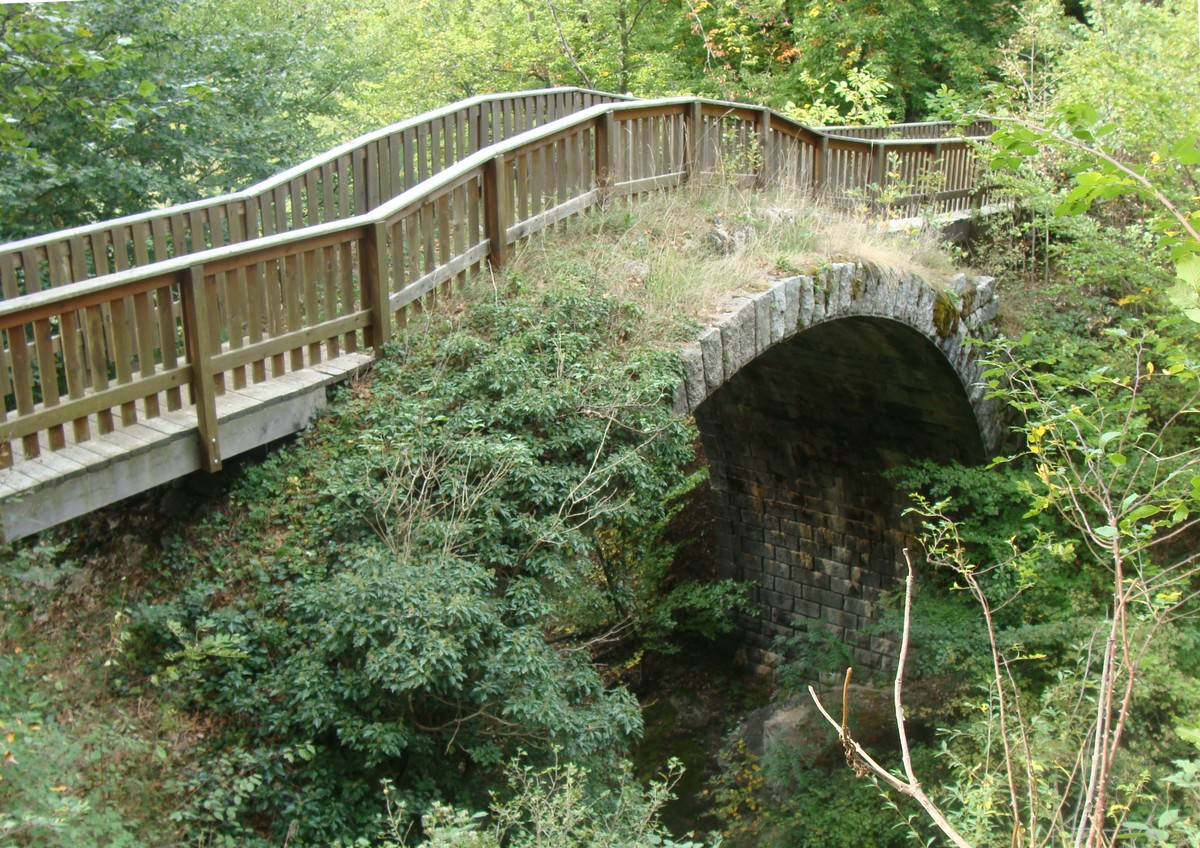
Le pont-passerelle du Brudour (à 5 kilomètres de Corps)